# メキシコの国旗
メキシコの国旗は緑、白、赤の縦三色の中央に国章を配した旗。緑は「民族の運命における国民の希望」、白は「カトリックや宗教的な純粋さ」、赤は「国に殉じた愛国者の血」を表しているという。中央の国章は1325年のアステカの首都「テノチティトラン（現在のメキシコシティ）」の創設を示している。
なお、国章の「湖の中央の岩に生えるサボテンに蛇をくわえた鷲がとまっている」図は、アステカ神話にあった「そこに首都を創設せよ」という予言を示している。
1821年に制定された当時、国旗の三色はもともとイグアラ綱領の3つの保証を象徴していた。国旗中の国章のデザインは1821年11月2日の制定以来何度か変更されている。また3つの色の解釈も変化しているが、基本的な旗のデザインそのものは最初に制定された時から変わっていない。

海軍用国籍旗

## 歴史的な旗

?1785年までの旗
?1785年の旗
?1785年 - 1821年
?メキシコ帝国摂政旗（1821年-1822年）
?1821年 - 1823年の旗
?1821年 - 1823年の旗
?1821年 - 1823年の旗
?1823年 - 1864年、1867年 - 1893年の旗
?1893年 - 1916年の旗
?1916年 - 1934年の旗
?1934年 - 1968年の旗
?現在の国旗（縦横比2:3の別タイプ）

## 類似の意匠

アイルランドの国旗
イタリアの国旗
イランの国旗
インドの国旗
クルディスタンの旗
コートジボワールの国旗
タジキスタンの国旗
ドイツノルトライン＝ヴェストファーレン州の旗
ニジェールの国旗
ハンガリーの国旗
ブルガリアの国旗
メキシコの国旗
イタリアとメキシコの国旗の違い